# Charles Dawson
Charles Dawson (Tulketh Hall, 11 luglio 1864 – Lewes, 10 agosto 1916) è stato un archeologo britannico.
Studioso dilettante, Dawson è stato accreditato di molte scoperte eclatanti che in un secondo momento si sono rivelate dei falsi clamorosi, come la famosa truffa paleontologica dell'Uomo di Piltdown (inizialmente identificato con il nome scientifico Eoanthropus dawsoni) presentata nel 1912, rivelatosi un falso probabilmente costruito dallo stesso Dawson con la complicità di altri studiosi.

## Biografia
Ultimo di tre figli, la sua famiglia si trasferisce ad Hastings, nel Sussex, quando questi era ancora molto giovane. Charles studia inizialmente per diventare avvocato, seguendo le orme del padre, ma coltiva la sua passione per l'archeologia collezionando fossili. Le prime scoperte che gli sono state attribuite furono dei denti di una specie di mammifero sconosciuta, chiamata Plagiaulax dawsoni in suo onore, tre nuove specie di dinosauro, chiamate Iguanodon dawsoni, e una specie sconosciuta di pianta fossile, chiamata Salaginella dawsoni. Il British Museum gli conferì una carica onoraria, e per le sue scoperte venne eletto come socio della Geological Society. Un anno dopo, a seguito di altre scoperte, diventa socio della Society of Antiquaries of London nel 1895. Dawson muore prematuramente di setticemia nel 1916.

## Le presunte scoperte
Nel 1889 Dawson fu cofondatore del Hastings and St Leonards Museum Association, uno dei primi musei gestiti unicamente da volontari in Gran Bretagna. Lavorò a titolo gratuito come membro del comitato del museo, con l'incarico di acquisire i reperti e di documentarli. Le sue misteriose abilità nel portare alla luce spettacolari scoperte di grande importanza gli valsero l'appellativo di "Mago del Sussex" dal Sussex Daily News.
Nel 1893 scovò una vera miniera di reperti, manufatti preistorici, romani e del periodo medievale a Lavant, vicino a Chichester. Nello stesso anno presentò al British Museum una statuetta romana dal Beauport Park, fatta, cosa impensabile per l'epoca, di ghisa. Seguirono altre scoperte, come una strana ascia in pietra del neolitico e un'antica barca in legno molto ben conservata.
All'età di 31 anni le sue eccezionali scoperte gli valsero la carica di socio della Society of Antiquaries London nel 1895, nonostante non avesse alcun titolo accademico.
La sua scoperta più famosa, ma criticata già nel momento della sua presentazione, fu quella che in seguito è stata ricordata come la più grande beffa della storia dell'archeologia, ovvero l'Uomo di Piltdown, nel 1912. Presentato come anello mancante che legava gli uomini moderni alle grandi scimmie, la truffa venne definitivamente messa a nudo nel 1953, ma già nel 1912 furono numerosi i critici che consideravano un falso il reperto.

## Critiche alle scoperte di Dawson
Il primo a porre in dubbio la genuinità della scoperta fu Arthur Keith, ma anche altri paleontologi e anatomisti dell'American Smithsonian e dall'Europa posero subito forti critiche alla scoperta. Queste posizioni critiche furono attaccate ferocemente dalla comunità scientifica inglese, arrivando a denigrare sul piano personale gli oppositori alla nuova scoperta. Nel 1920 i dubbi riguardanti l'eccezionale scoperta vennero nuovamente alla luce, ma furono perlopiù ignorati. Nel 1949 si fece finalmente luce sull'autenticità del reperto, e nel 1953 si giunse alla conclusione definitiva che si trattasse di un falso intenzionale, per via dei segni di lavorazione artificiale per modellare i reperti rilevati con il microscopio. Dopo che la beffa fu smascherata, altri reperti eccezionali di Dawson furono analizzati, scoprendo che molti di essi erano dei falsi simili all'Uomo di Piltdown.
Nel 2003 Miles Russel della Bournemouth University ha pubblicato il risultato delle sue indagini sulla collezione di Dawson. Le sue analisi indicano che almeno 38 dei reperti della collezione sono chiaramente falsi. Russel concluse che l'intera carriera di Dawson si basava su scoperte costruite artificialmente, delle quali l'Uomo di Piltdown fu solo l'apice.